# Retro
Retro – termin używany do określania elementów współczesnej kultury, które pochodzą lub są świadomą imitacją trendów w modzie, światopoglądzie, zachowaniu z niedalekiej przeszłości, a które są obecnie uznawane za niemodne.

## Pochodzenie
Słowo retro pochodzi od łacińskiego przedrostka retro-, który dosłownie oznacza wstecz lub w przeszłości, zwłaszcza w takich słowach jak retrospektywny, czyli odnoszący się do nostalgicznego lub krytycznego spojrzenia w przeszłość.
W okresie powojennym słowo to nabrało nowego znaczenia z chwilą pojawienia się określenia retrorocket oznaczającego rakietę hamującą (skrót od retrograde rocket, czyli rakiety, która jest wystrzeliwana w kierunku przeciwnym do ruchu statku kosmicznego), używaną w latach 60. XX wieku w amerykańskim programie kosmicznym. We Francji słowo rétro, to skrót od francuskiego rétrospectif, weszło do obiegu i osiągnęło popularność, gdy zaczęto powtórnie oceniać postać Charles'a de Gaulle’a i rolę Francji w II wojnie światowej. Francuska moda retro z lat 70. XX wieku w filmach i opowiadaniach poddała ocenie postępowanie francuskich cywili w czasie okupacji hitlerowskiej. Wkrótce potem terminu retro zaczęto używać w odniesieniu do francuskiej mody, która odwoływała się do tego okresu.
Zaraz potem termin ten został wprowadzony do języka angielskiego za pośrednictwem mody i kultury popularnej, gdzie kojarzy się raczej z cynicznym powrotem starszych trendów. (Elizabeth E. Guffey, Retro: The Culture of Revival, s. 9-22). Jean Baudrillard, francuski myśliciel, w swojej książce Symulakry i symulacja określa słowo retro jako demitologizację przeszłości, oddalanie teraźniejszości od istotnych poglądów, które kierowały erą nowożytną (Jean Baudrillard, Symulakry i symulacja, s. 43.).

## Użycie słowa
Słowo retro używane jest często w znaczeniu pozytywnym, w odniesieniu do: 
- współczesnego światopoglądu np. konserwatyzmu społecznego, stosunku do nauczania domowego, podziału ról między kobietą i mężczyzną, czy też campowej estetyki, która reprezentuje ironiczne podejście do rzeczywistości przejawiające się otwartym i celowym wprowadzaniem przestarzałych elementów zarówno do stylu ubierania, jak i sposobu bycia;
- współczesnych przedmiotów cechujących się designem lub funkcjonalnością, która bezpośrednio odnosi się do przedmiotów produkowanych dawniej, a także niektóre nurty w sztuce, np. muzyka retro, moda retro.

Słowo retro często używane jest błędnie w odniesieniu do oryginalnych, starszych przedmiotów (np. ubiorów), które same w sobie nie są przedmiotami retro, choć aktywność związana z korzystaniem z nich obecnie jest retro-aktywnością. W szczególności błędnym jest używanie słowa retro jako synonimu słowa stary, klasyczny, antyczny czy vintage. 
Wyjątkowe umiłowanie do stylu retro jest nazywane retrofilią. 

## Odmiany Retro

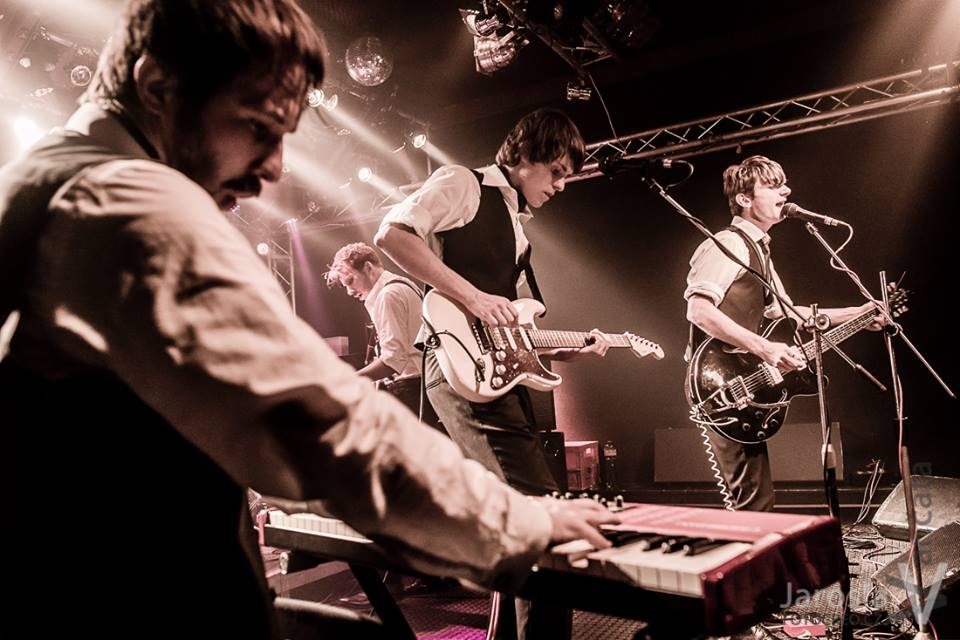
Grupa Retro Jockers, stylizowana na The Beatles

### Muzyka retro
W latach 80. XX wieku, retro odnosiło się do nowego gatunku muzyki, a w szczególności do muzyki dance, popularnej w owym czasie w Stanach Zjednoczonych. Początkowo określano ją mianem nowej fali, która częściowo wywodziła się z gatunku punk rocka z późnych lat 70. i wczesnych lat 80. XX wieku oraz gatunku psychedelic trance z późnych lat 60. i 70. Wiele spośród piosenek oraz albumów określanych w tamtym czasie mianem retro pojawiło się przy okazji wielkiego postępu w rozwoju elektronicznego tworzenia muzyki, czyli za pomocą komputera, sprzętu elektronicznego bądź za pomocą instrumentów elektromechanicznych. Poglądy na to, jak obszerna jest kategoria muzyki retro, są zróżnicowane. Jednak ani cała muzyka, ani nawet cała muzyka dance z lat 80., nie była uważana za muzykę retro. Obecnie era retro jest umieszczana w ramach czasowych pomiędzy rokiem 1966, kiedy to The Beatles wydali piosenki Rain oraz Tomorrow Never Knows, i 1997, kiedy to Kalifornia jako ostatni stan zdelegalizowała LSD.
Po 2000 roku zaczęły powstawać gatunki stylizowane na retro, tj.:
- retro-metal, kiedy to wzrosła popularność muzyki hardrockowej łączącej w sobie elementy muzyki poważnej, psychedelia trance, heavy metalu oraz nowoczesnego hard rocka. Zyskały szczególny rozgłos wśród pokoleń X i Y (osób, które urodziły się między 1965 a 1995 rokiem). Najważniejszymi zespołami tworzącymi w tym nurcie są Wolfmother, The Sword, Jet i Buckcherry, które osiągnęły sukces, stosując styl i metody dawnych zespołów, takich jak Led Zeppelin, Black Sabbath, The Jimi Hendrix Experience, The Beatles oraz Pink Floyd. Podczas gdy siła tego nurtu była podważana przez niektórych krytyków muzycznych, retro- lub heritage metal stało się powszechnym terminem na określenie modnego hard rocka. Retro to również siódmy album duńskiego zespołu deathmetalowego Illdisposed, wydany w 2000 roku. Zawiera 11 utworów, wszystkie są coverami. Zespół wykonuje tu piosenki takich zespołów jak AC/DC, Motorhead, Death i innych;
- synthwave, który czerpie inspirację z muzyki elektronicznej, oraz muzyki z gier i filmów lat 80.;
- psychedelic trance;
- vaporwave.

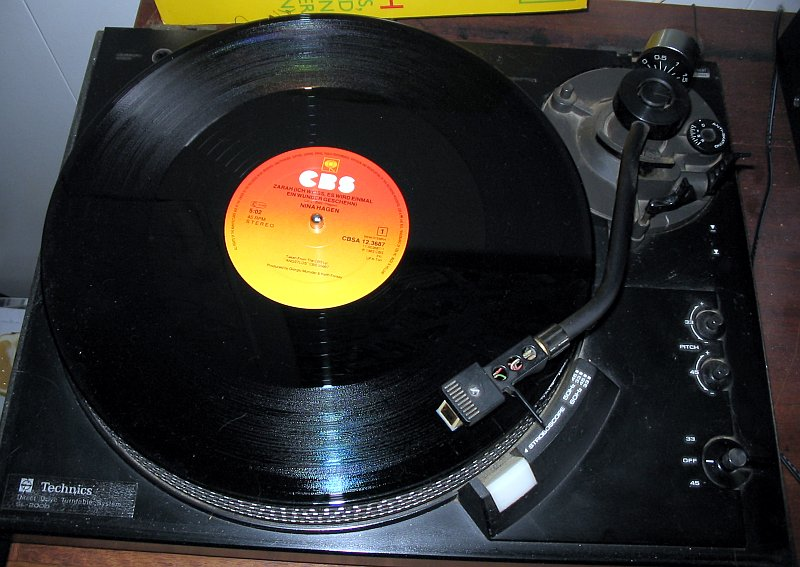
Gramofon

Retro w muzyce obejmuje również używanie starego analogowego oraz cyfrowego sprzętu audio, tj. gramofony, magnetofony szpulowe i kasetowe, odtwarzacze CD oraz przestarzałych nośników dźwięku, np. płyt winylowych, taśm i kaset magnetofonowych, płyt CD. Przyczyn powrotu do dawnych metod odtwarzania dźwięku upatruje się w wytwórniach płytowych, walczących z piractwem w Internecie. Wydawanie albumów na przestarzałych nośnikach, głównie na płytach winylowych, ma za zadanie utrudnić nieautoryzowanie kopiowanie zawartych na nich treści. Inną przyczyną może być chęć osiągnięcia najlepszej jakości dźwięku, tzw. high fidelity; która to wraz z popularyzacją serwisów streamingowych, tj. Spotify lub iTunes, przestała być priorytetem dla firm udostępniających muzykę w Internecie.

### Retrogaming

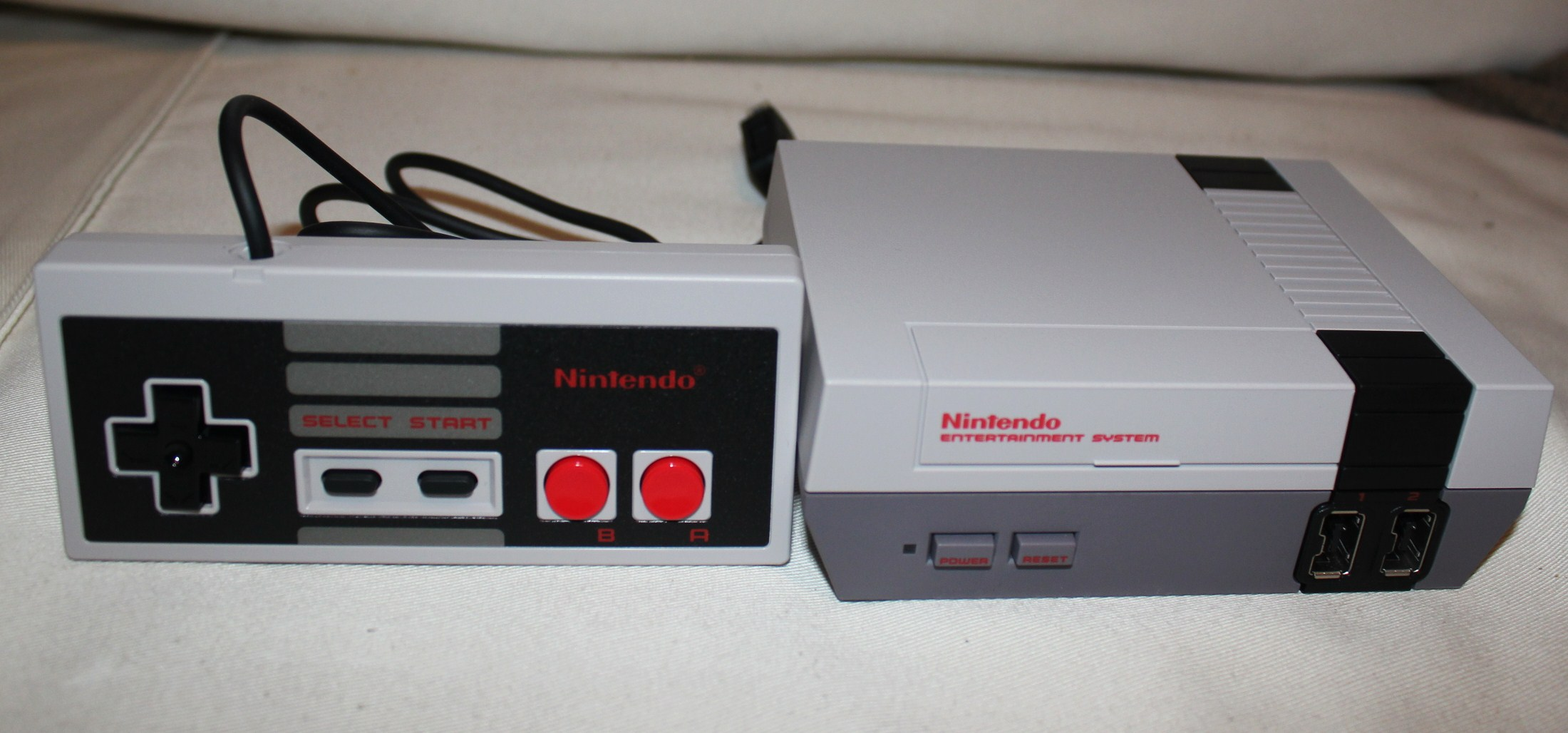
Konsola NES Mini Classic

To hobby, które staje się coraz bardziej popularne i polega na graniu w stare gry video, naprawianiu starszych sprzętów do grania oraz tworzenie i udostępnianie programów wykorzystujących 100% możliwości danej platformy. Wydawanie nowych gier, nawiązujących oprawą graficzną (sprite, pixel-art), muzyczną i dźwiękową (chiptune, AdLib, MIDI, CD Audio) wraz z mechanikami ze starych gier z lat 80. i 90. Przykładowe retro-gry to: Shovel Knight, Attack of PETSCII Robots, Super Phantom Cat, seria Hotline Miami, Xeno Crisis, itp. 
Można wyróżnić kilka typów sprzętu, jaki do tego celu jest wykorzystywany: 
- stare komputery (np. ZX Spectrum, Commodore 64, Amiga, PC MS-DOS, PC Windows 95/98) oraz stare konsole do gier (np. Atari 2600, NES, SNES, N64, Sega Mega Drive, PSX). Mówimy wtedy też o retrocomputingu;
- emulatory instalowane na współczesnym sprzęcie (np. WinUAE, DOSBox, PC-Em, Vice);
- retro-komputery i retro-konsole, które są nowoczesną rewizją starszych sprzętów, odsługujące aktualne standardy, często umieszczane w mniejszych obudowach, stylem przypominające te oryginalne. Mogą przy tym opierać się na uniwersalnych współczesnych procesorach (np. ARM), mikrokontrolerach (np. STM32), używać emulacji sprzętowej (np. w oparciu o układy FPGA) lub programowej (RetroArch) lub czasami wykorzystywać oryginalne, stare podzespoły elektroniczne. Przykładowymi retro-komputerami są: C64 Maxi, MiSTer FPGA, Commander X16, Raspberry Pi z oprogramowaniem Amibian; natomiast retro-konsolami są np.:  A500 Mini, Atari VCS, NES Mini Classic, C64 Mini, SEGA Genesis Mini, Raspberry Pi z oprogramowaniem RetroPie.

Odnogą retrogamingu jest speedrun, czyli przechodzenie starszych gier w jak najkrótszym czasie, nierzadko wykorzystując błędy (ang. glitch) tj. przechodzenie przez ściany, bardzo długie skoki, moment ładowania kolejnego etapu. Do takich gier można zaliczyć: Doom, Quake, Duke Nukem 3D, Half-Life, Super Mario Bros., starsze odsłony The Legend of Zelda, GoldenEye 007, Time Splitters. Organizowane są turnieje oraz livestreamy, podczas których najlepsi gracze rywalizują o uzyskanie jak najkrótszych czasów ukończenia danego tytułu.

### Moda retro

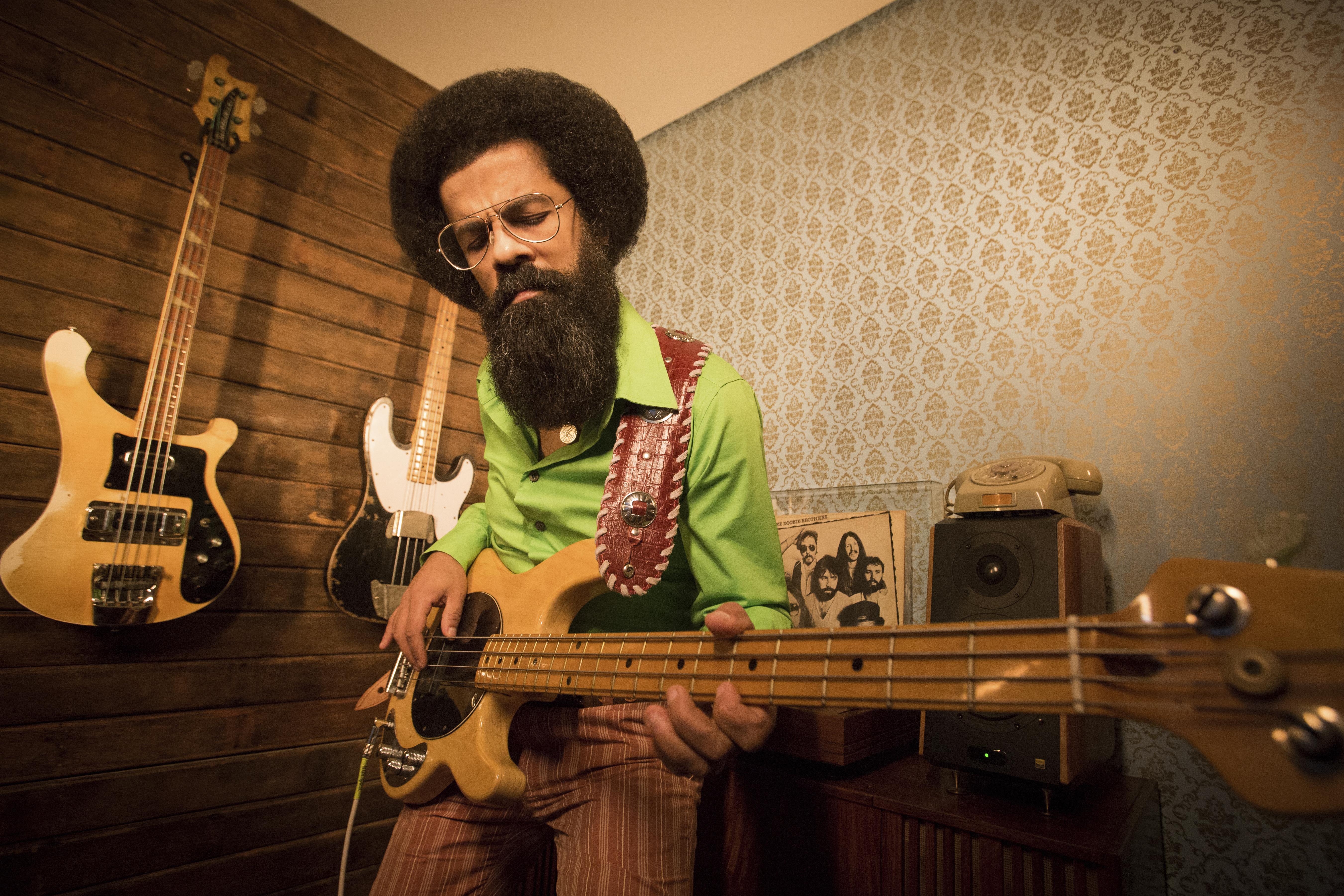
Nowoczesny styl retro, nawiązujący do lat 70.

Moda retro to styl ubierania polegający na noszeniu ubrań z minionych lat, głównie z lat 50., 60. i 70. Ten sposób ubierania się często zawiera odzież i dodatki charakterystyczne dla mody z danego okresu. Wielu projektantów wykorzystuje takie elementy w sposób przesadzony. Określenie elegancja w stylu retro odnosić się może do: 
- spodnie dzwony, kurtki, bluzy i buty w stylu funky, chociażby z linii Adidas Classics;
- popularne w USA tzw. poodle skirts (spódnice z motywem pudla) z lat 50., spódnice bananówy modne w Polsce w latach 70.;
- duże okulary przeciwsłoneczne, tzw. muchy;
- jaskrawe hawajskie koszule, cienkie krawaty lub ręcznie farbowane koszule rodem z lat 60.;
- skórzane torebki i plecaki.

### Retro Sport
Odzież sportowa stylizowana na lata 70. i 80. XX wieku jest charakterystycznym i wyraźnym przykładem tego trendu. Dużą popularnością cieszą się kurtki piłkarskie, koszulki i T-shirty z emblematami kiedyś istniejących klubów piłki nożnej. Zazwyczaj ubrania te przypominają swoim wyglądem dawne czasy dzięki zastosowaniu linii po bokach oraz połączeniu kolorów typowych dla tamtego okresu. Charakterystycznym przykładem są Mistrzostwa Świata w Piłce Nożnej z 1970 roku, które odbyły się w Meksyku. Logo oraz typ czcionki z tego okresu są stosowane na różnego rodzaju strojach typu retro sport. Ponadto takie marki jak Adidas, Puma czy Nike mają własne działy, które specjalizują się w produktach typu retro. Również niektóre kluby piłki nożnej, baseballa i koszykówki ponownie wypuściły swoje dawne stroje sportowe, aby zwiększyć ich sprzedaż.

### Samochody retro
Samochody retro to nowo zaprojektowane pojazdy, których stylistyka jest oparta na samochodach z dawnych epok, jednak nie zostały w nich wykorzystane żadne elementy oryginalnych konstrukcji, np.: 
| MARKA      | W STYLU RETRO      | WZOROWANY NA                 |
| ---------- | ------------------ | ---------------------------- |
| TOYOTA     | FJ CRUISER (2008)  | LAND CRUISER FJ40 (1960)     |
| CHRYSLER   | PT CRUISER (2001)  | AIRFLOW (1934)               |
| PLYMOUTH   | PROWLER (1997)     | FORD T i A (1928)            |
| CHEVROLET  | HHR (2006)         | SUBURBAN (1934)              |
| CHEVROLET  | SSR (1999)         | PICKUP ADVANCE DESIGN (1947) |
| VOLKSWAGEN | NEW BEETLE (1997)  | BEETLE (GARBUS) (1971)       |
| FORD       | MUSTANG (2006)     | MUSTANG (1965)               |
| BMW        | MINI COOPER (2001) | AUSTIN MINI (1959)           |

Nurtem silnie spokrewnionym z estetyką retro w motoryzacji jest neoklasycyzm, który w bardziej bezpośredni i kontrastowy sposób nawiązuje do estetyki z epoki przedwojennej i pierwszej połowy XX wieku. 